# Jaguarari (kommun)
Jaguarari är en kommun i Brasilien.   Den ligger i delstaten Bahia, i den östra delen av landet, 1 100 km nordost om huvudstaden Brasília. Antalet invånare är 30 342.
Följande samhällen finns i Jaguarari:
- Jaguarari

Omgivningarna runt Jaguarari är huvudsakligen savann. Runt Jaguarari är det glesbefolkat, med 15 invånare per kvadratkilometer.